# Xã Otto, Michigan
Xã Otto (tiếng Anh: Otto Township) là một xã thuộc quận Oceana, tiểu bang Michigan, Hoa Kỳ. Năm 2010, dân số của xã này là 826 người.